# Nessorhinus gibberulus
Nessorhinus gibberulus är en insektsart som beskrevs av Carl Stål. Nessorhinus gibberulus ingår i släktet Nessorhinus och familjen hornstritar. Inga underarter finns listade i Catalogue of Life.